# Lesław Łabaziewicz
Lesław Roman Łabaziewicz (ur. 1931, zm. 4 grudnia 2019) – polski ortopeda, profesor nauk medycznych, nauczyciel akademicki Uniwersytetu Medycznego im. Karola Marcinkowskiego w Poznaniu i innych uczelni.

## Życiorys
Obronił pracę doktorską, następnie uzyskał stopień doktora habilitowanego. 20 sierpnia 2001 nadano mu tytuł profesora w zakresie nauk medycznych. Objął funkcję profesora zwyczajnego w Katedrze i Klinice Ortopedii i Traumatologii na II Wydziale Lekarskim Akademii Medycznej im. Karola Marcinkowskiego w Poznaniu, w Podkowiańskiej Wyższej Szkole Medycznej im. Zofii i Jonasza Łyko, oraz na Wydziale Fizjoterapii Olsztyńskiej Szkole Wyższej im. Józefa Rusieckiego.
Piastował stanowisko kierownika Katedry i Klinice Ortopedii i Traumatologii II Wydziału Lekarskiego Akademii Medycznej im. Karola Marcinkowskiego w Poznaniu.